# Parametri di Thiele & Small
I parametri di Thiele & Small descrivono in modo pratico come un altoparlante reagisce e si comporta. Sono stati studiati e introdotti da A. N. Thiele, membro dell'Australian Broadcasting Commission, e Richard H. Small dell'università di Sydney. Sono i più utilizzati dai costruttori, che infatti forniscono generalmente i loro altoparlanti accompagnati da un datasheet con questi parametri, per facilitare il lavoro di chi li dovrà installare e utilizzare.

## Grandezze meccaniche fondamentali
- Sd - Superficie di emissione (cm2). Rappresenta convenzionalmente l'area del cerchio con diametro misurato a partire da metà della sospensione dell'altoparlante. Generalmente una superficie di emissione maggiore garantisce una pressione sonora maggiore a parità di escursione.
- Mms - Massa dell'equipaggio mobile (g). Esprime la massa dell'equipaggio mobile, che è costituito dal cono, dalle sospensioni e della bobina. Dipende dai materiali utilizzati per realizzare l'altoparlante. Generalmente, una Mms alta indica un altoparlante abbastanza robusto adatto a suonare con potenze elevate in box ristretti. Una massa più pesante è più "difficile" da muovere, perciò servirà una maggiore potenza per farle compiere l'escursione necessaria a generare pressione. Una massa mobile maggiore abbassa la frequenza di risonanza.
- Cms - Cedevolezza meccanica delle sospensioni (m/N). Esprime la cedevolezza meccanica delle sospensioni, ed è inversamente proporzionale alla durezza. Valore strettamente legato alla Vas, con una legge di proporzionalità diretta. Una sospensione molto cedevole ha il pregio di abbassare la frequenza di risonanza e di seguire più agevolmente il segnale musicale a bassa frequenza; per quanto riguarda la tenuta in potenza sono proprio i woofer con sospensioni molto cedevoli che sopportano alte escursioni del cono, con il vantaggio di avere bassa distorsione proprio perché le sospensioni essendo molto cedevoli hanno limiti meccanici molto più ampi di quelle meno cedevoli. Uno degli inconvenienti che presentano gli altoparlanti con una sospensione molto cedevole è che, abbassando la Fs ne risente anche la sensibilità del woofer.
- Rms - Resistenza meccanica della sospensione elastica in N·s/m
- Le - Induttanza della bobina mobile (mH). È il valore di induttanza misurato ai capi della bobina mobile con applicata una sinusoide di una frequenza standard, dipendente dal tipo di altoparlante. L'induttanza è un proprietà specifica della bobina, legata alle sue caratteristiche fisiche: il numero di spire che la costituiscono e la permeabilità magnetica dell'elemento in cui è immerso il flusso magnetico da essa generato. A seconda della costruzione della bobina mobile e del complesso magnetico il valore dell'induttanza non è costante e tende a limitarsi man mano che la frequenza aumenta, è quindi dipendente dalla frequenza del segnale con cui la si misura.
- Re - Resistenza della bobina mobile (Ω). È il valore di resistenza misurato ai capi della bobina mobile con applicata una corrente continua. È solitamente qualche frazione di Ω più bassa dell'impedenza nominale.
- Bl - Fattore di forza elettromeccanico (T∙m). Indica la forza del campo magnetico tra i poli del magnete. Generalmente, più il fattore di forza è alto, maggiore sarà la sensibilità/efficienza dell'altoparlante. Per essere precisi dobbiamo specificare che questo prodotto è la risultante della moltiplicazione tra il flusso del circuito magnetico e la lunghezza del filo della bobina contenuto nello stesso, il primo espresso in tesla ed il secondo espresso in metri. Dobbiamo precisare inoltre che questo parametro è calcolato in maniera indiretta, in quanto è estremamente difficile stabilire quanto sia il flusso magnetico attivo e di conseguenza quanto filo della bobina contenuto in esso.

## Parametri fondamentali

### Fs
Frequenza di risonanza in aria libera [Hz] dello speaker. È la frequenza di oscillazione alla quale l'altoparlante, se posto in aria libera, entra in risonanza. Le oscillazioni del cono sono massime e a questa frequenza, l'impedenza dell'altoparlante è massima. Ovviamente, un tweeter avrà una frequenza di risonanza maggiore di quella di un woofer e così via. Il valore di questo parametro è calcolabile attraverso l'espressione:
{\displaystyle F_{s}={\frac {1}{2\pi {\sqrt {C_{ms}M_{ms}}}}}}

### Vas
Volume acustico equivalente (litri). È il volume d'aria che ha la stessa cedevolezza meccanica delle sospensioni (Cms). Siccome più il volume è grande, più l'aria è facilmente comprimibile, altoparlanti con Vas alto hanno Cms elevata e viceversa. Il valore non è inoltre vincolante nel senso che la cassa acustica in cui viene fatto lavorare l'altoparlante non deve necessariamente avere lo stesso volume del Vas. È però altresì vero che se un altoparlante con Vas elevata viene incassato in un volume molto inferiore a quello equivalente, la risposta in frequenza sarà molto ristretta, smorzata e povera in basse frequenze, poiché l'altoparlante non riuscirà quasi per niente a comprimere/decomprimere l'aria all'interno della cassa, e quindi a generare pressione all'esterno; al contrario, se un altoparlante con Vas bassa viene fatto suonare in un volume molto elevato, si avrà una risposta molto estesa ma anche una notevole perdita di controllo dell'altoparlante, che risulterà in una perdita di dettaglio sonoro, dovuta al fatto che le sospensioni dell'altoparlante non vengono adeguatamente "frenate" dall'aria durante la loro escursione. Per ottenere la misura in litri, è sufficiente moltiplicare per 1.000 la seguente espressione:
{\displaystyle V_{as}=\rho c^{2}S_{d}^{2}C_{ms}}
Dove ρ è la densità dell'aria (1,2 kg/m3 a 21 °C), e c è la velocità del suono (344 m/s a 21 °C).

### Qms
Fattore di merito meccanico. Il fattore di merito Q di un altoparlante alla frequenza di risonanza, che considera le perdite meccaniche di energia. È un valore che non ha unità di misura, rappresentato da un numero puro.
{\displaystyle Q_{ms}={\frac {2\pi F_{s}M_{ms}}{R_{ms}}}}

### Qes
Fattore di merito elettrico. Il fattore di merito Q di un altoparlante alla frequenza di risonanza, che considera le perdite elettriche di energia. È un valore che non ha unità di misura, rappresentato da un numero puro.
{\displaystyle Q_{es}={\frac {2\pi F_{s}M_{ms}R_{e}}{(Bl)^{2}}}}

### Qts
Fattore di merito totale. Il fattore di merito Q di un altoparlante alla frequenza di risonanza, che considera tutte le perdite di energia.
Anch'esso è un valore adimensionale, rappresentato da un numero puro, ottenibile a partire dai valori di Qms e Qes. Questo numero è, in estrema sintesi, un'espressione del comportamento dell'altoparlante in aria libera: Qts inferiori a 0,5 sono propri degli altoparlanti appositamente studiati per un caricamento in reflex. Fattori superiori a 0,5 indicano andamenti via via meno smorzanti che sono propri degli altoparlanti designati per un uso in sospensione pneumatica (cassa chiusa).
{\displaystyle Q_{ts}={\frac {Q_{ms}Q_{es}}{Q_{ms}+Q_{es}}}}

### Znom
Impedenza nominale, di solito 4, 8 o 16 (Ω). Rappresenta il valore di impedenza minima raggiunta nella curva caratteristica dell'altoparlante. Tale curva ha andamento irregolare, che ha un picco in corrispondenza della frequenza di risonanza Fs, decresce progressivamente e quindi cresce di nuovo con l'aumentare della frequenza. Il valore di impedenza nominale è quello generalmente utilizzato per valutare il carico risultante ai morsetti dell'amplificatore a cui l'altoparlante verrà collegato.

### Zmax
Impedenza alla frequenza di risonanza Fb, utilizzata nelle misurazioni di Qms e Qes.
{\displaystyle Z_{max}=R_{e}\left(1+{\frac {Q_{ms}}{Q_{es}}}\right)}

### Xmax
Escursione massima Lineare(mm). Indica la distanza massima percorribile dal cono (in una sola direzione) prima che la bobina mobile esca dal traferro. Se per esempio abbiamo una bobina lunga 40 mm e il traferro è alto 10 mm, la bobina (che deve stare necessariamente posizionata alla mezzeria del traferro) avrà un disavanzo di 30mm (40 - 10), suddiviso in 15mm sopra e 15 mm sotto al trafererro.
L'Xmax è 15 mm in questo caso.
L'escursione non è influenzata dal valore Xmax e può andare ben oltre questo valore, facendo però uscire la bobina dal traferro.

### Fb
Frequenza di risonanza di un sistema in cassa reflex (Hz). È la frequenza di risonanza del mobile col suo condotto reflex (cassa reflex) in cui viene inserito l'altoparlante.

### Fc
Frequenza di risonanza di un sistema in cassa chiusa (Hz). È la frequenza di risonanza del sistema (attenzione, non dell'altoparlante) di un altoparlante inserito in una determinata cassa chiusa.

### Efficienza
Efficienza (in percentuale). Rapporto tra la potenza elettrica attiva immessa e la potenza acustica attiva ottenuta. Un'alta efficienza permette a parità di potenza applicata di avere maggiore pressione sonora, ma generalmente altoparlanti molto sensibili richiedono grandi volumi di carico poiché hanno Cms e quindi Vas alte. Il valore medio di sensibilità si aggira intorno all'1% per gli altoparlanti per HiFi.

### Sensibilità 2,83V/1m
Sensibilità (dBSPL). Livello di pressione riferito a un metro, ottenuto sull'asse preferenziale di radiazione in camera anecoica applicando ai morsetti dell'altoparlante una tensione di 2,83 Vrms. Il valore di tensione standard è 2,83 volt poiché, applicati ad un altoparlante con impedenza nominale di 8 ohm (valore che negli impianti Hi-Fi casalinghi è standard), corrispondono a 1 watt di potenza elettrica continua. I due valori (efficienza e sensibilità) non sono però da confondere poiché, ad esempio, applicare 2,83 volt ad un altoparlante da 4 ohm (valore standard per autoradio Hi-Fi) significa alimentarlo con 2 watt, quindi in linea teorica il valore in dBSPL risulta di 3 dB superiore al valore che si ottiene con 1 watt.
Onde evitare di generare confusione dobbiamo precisare che la sensibilità e l'efficienza non sono la stessa cosa.
Per quanto riguarda l'efficienza o Eta 0, è detta tale la percentuale di trasformazione della potenza elettrica in potenza acustica, questo valore espresso in percentuale può variare da 0,xx% per altoparlanti a bassa sensibilità (Sub-Woofer per hi-fi, Woofer per Hi-Fi Car ecc.) ad un massimo di 4/5% per altoparlanti molto efficienti per uso professionale.